# Énergie électrique du Congo
Pour les articles homonymes, voir Société nationale d'électricité et SNE.
Énergie Électrique du Congo (E2C) est une société anonyme unipersonnelle à conseil d’administration, créée par le décret n°2018-295 du 7 août 2018. Elle résulte de la réorganisation du secteur public de l’électricité en République du Congo, marquée notamment par la dissolution de la Société Nationale d’Électricité (SNE), ancien établissement public à caractère industriel et commercial (EPIC), créée le 15 juin 1967 . E2C assure, à titre transitoire, le service public de l’électricité pour le compte de l’État congolais. 

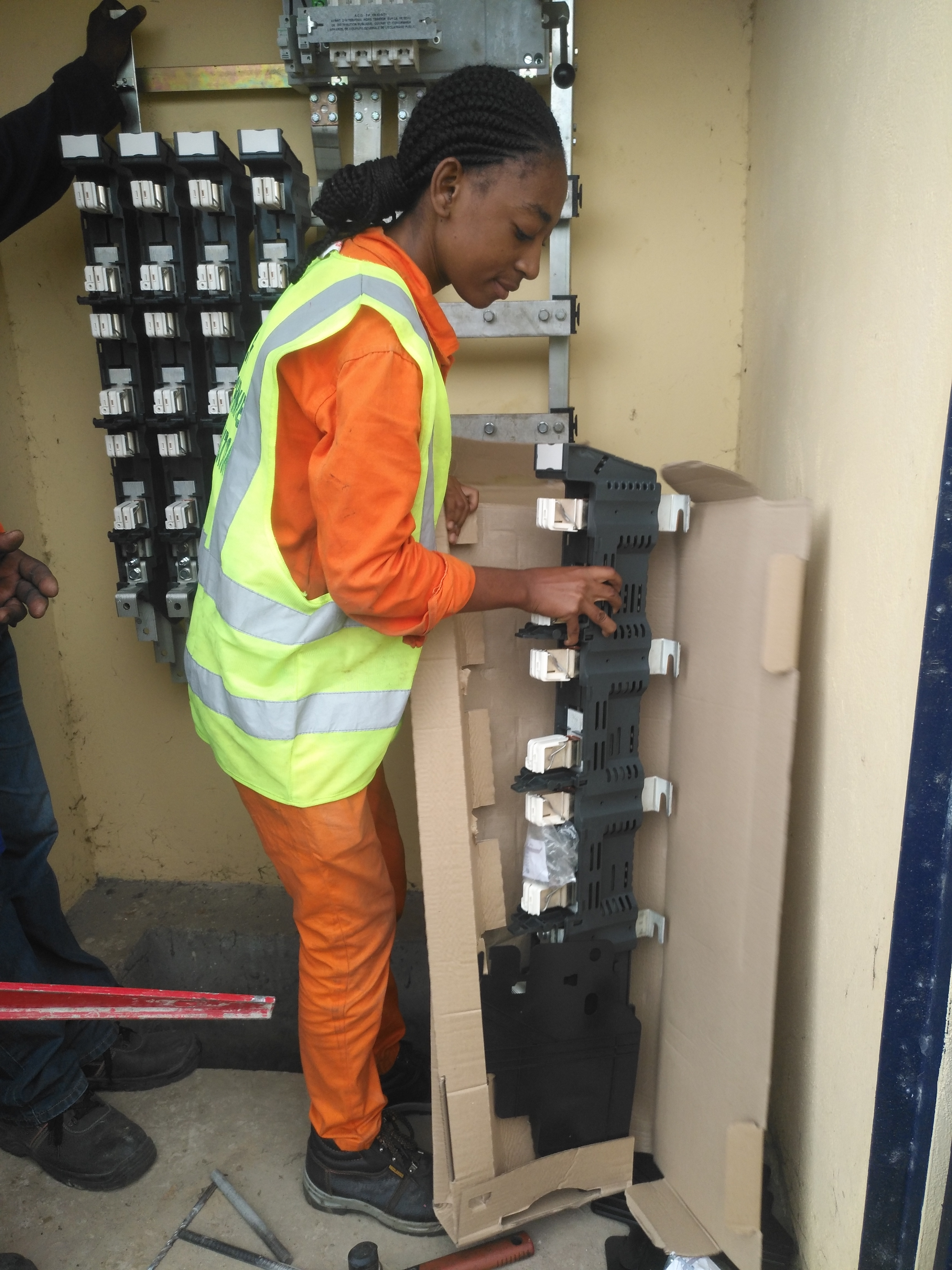
Jeune femme travaillant pour la Société nationale d'électricité.